# Beatrice Căslaru
Beatrice Căslaru, nata Beatrice Coada (Brăila, 20 agosto 1975), è una nuotatrice rumena.
Specializzata nei misti ha vinto un argento e un bronzo alle Olimpiadi di Sydney 2000

## Palmarès
- Olimpiadi

Sydney 2000: argento nei 200m misti e bronzo nei 400m misti.
- Mondiali

Fukuoka 2001: bronzo nei 400m misti.
Barcellona 2003: bronzo nei 400m misti.
- Europei

Atene 1991: argento nei 400m sl, nei 200m rama,  nei 200 misti e nei 400m misti.
Istanbul 1999: argento nei 200m rana, nei 200m misti e nei 400m misti e bronzo nella 4x200m sl.
Helsinki 2000: oro nei 200m rana, nei 200m misti e nella 4x200m sl, argento nei 400m misti e bronzo nella 4x100m misti.
Madrid 2004: bronzo nei 200m misti e nella 4x200m sl.
- Europei in vasca corta

Rostock 1996: argento nei 400m misti.
- Universiadi

Palma di Maiorca 1999: argento nei 400m misti.

### Coppa del Mondo
- Vincitrice della Coppa del Mondo dei 200m misti nel 2000
- Vincitrice della Coppa del Mondo dei 400m misti nel 2000